# Palustrella
Palustrella es un género de foraminífero bentónico de la subfamilia Palustrellinae, de la familia Spiroplectamminidae, de la superfamilia Spiroplectamminoidea, del suborden Spiroplectamminina y del orden Lituolida. > Su especie tipo es Textularia palustris. Su rango cronoestratigráfico abarca el Holoceno.

## Discusión
Clasificaciones previas incluían Palustrella ha sido incluido en la familia Verneuilinidae, de la superfamilia Verneuilinoidea, del suborden Textulariina y del orden Textulariida. Clasificaciones más modernas han incluido Palustrella en la Subfamilia Spiroplectammininae.

## Clasificación
Palustrella incluye a la siguiente especie:
- Palustrella palustris